# SkyDome Cup
La SkyDome Cup fu un torneo calcistico amichevole disputatosi in edizione unica nel gennaio 1995 allo SkyDome, vecchio nome del Rogers Centre, stadio di Toronto, in Canada. Vide la partecipazione delle nazionali di Canada, Danimarca, Portogallo. A vincere il torneo fu il Portogallo.
Il triangolare, tenutosi in un periodo cruciale per la stagione agonistica dei campionati europei, vide l'impiego di formazioni in larga parte sperimentali, con molti esordienti. In particolare la nazionale danese, all'epoca campione d'Europa, consisteva non nella nazionale propriamente detta, ma in una selezione dei migliori danesi militanti nella massima serie del campionato nazionale.

## Sede
- SkyDome, Toronto (Canada)

## Risultati
| Arbitro: | Boulos |

|  |           |                   |
|  | Marcatori | Højer Nielsen 52’ |

| Arbitro: | Boulos |

|             |           |           |
| Bunbury 82’ | Marcatori | 10’ Folha |

| Arbitro: | Camacho |

|           |           |  |
| Alves 89’ | Marcatori |  |

## Classifica finale
| Squadra    | G | V | N | P | RF | RS | DR | Pt |
| ---------- | - | - | - | - | -- | -- | -- | -- |
| Portogallo | 2 | 1 | 1 | 0 | 2  | 1  | +1 | 4  |
| Danimarca  | 2 | 1 | 0 | 1 | 1  | 1  | 0  | 3  |
| Canada     | 2 | 0 | 1 | 1 | 1  | 2  | -1 | 1  |